# 伊朗伊斯兰共和国军队
伊朗伊斯兰共和国军队（波斯語：ارتش جمهوری اسلامی ایران）是伊朗伊斯兰共和国武装力量的重要组成部分，它包含伊朗陆军、伊朗海军、伊朗空军和伊朗伊斯兰共和国防空军。
伊朗军队目前约有30万人，其中陆军25万人，海军2万人，空军3万人，防空军1.8万人。

## 历史

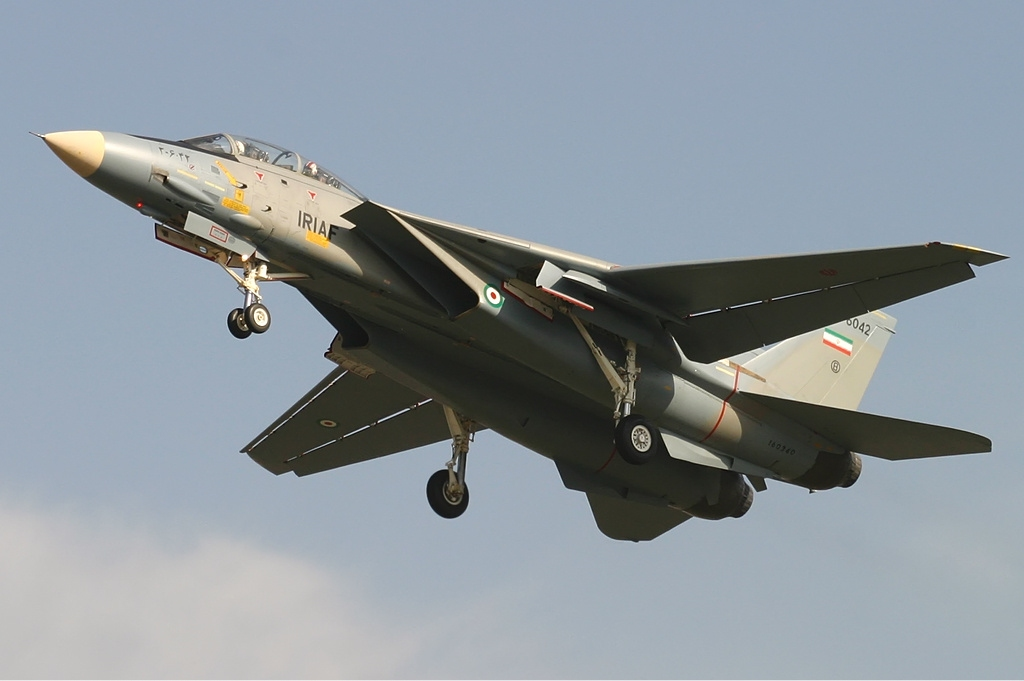
F-14A

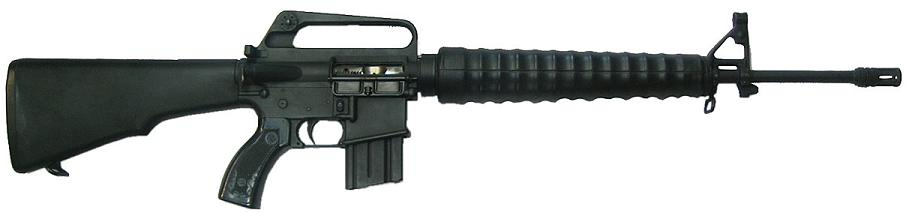
伊朗使用的CQ突擊步槍(S.5'56)

1923年巴列维王朝获得伊朗的统治权时，伊朗的军队非常弱小，从1940年代末期到1979年，在西方国家和美国的援助下，伊朗的军事实力有了一定程度的进步。
1979年2月，伊朗王国爆发伊斯兰革命，伊朗伊斯兰共和国成立，霍梅尼为最高领导人。1979年5月5日，霍梅尼在伊朗军队之外组建了直接听命于最高精神领袖、不受伊朗国防和军队部指挥的“伊斯兰革命卫队”。
爆发伊斯兰革命后，伊朗与西方国家和美国的关系恶化，伊朗开始向中华人民共和国与苏联两国引入武器、技术与顾问。同时，由于伊朗的F-4、F-5、F-14、AH-1等美制军备无法得到美国的保修与后勤补给，伊朗政府开展了自给自足运动，将零件国产化，并开展了基于逆向工程的仿制技术，制作出了闪电80战斗机等自制军备。
1980年伊拉克军队入侵伊朗，伊朗军队参与了抵御伊拉克入侵和后来反攻入伊拉克国土的行动，在两伊战争期间，伊朗军队与伊朗伊斯兰革命卫队均遭受了巨大损失。
1990年代海湾战争中，部分伊拉克飞行员为了躲避战火而叛逃到伊朗，这些伊拉克空军的军机被伊朗接收，如伊朗原本没有的苏-24攻击机与幻影F1型战斗机等。 
由于伊朗现在与中华人民共和国、俄罗斯联邦友好但与美国敌对，中华人民共和国、俄罗斯联邦已经成为伊朗军火的最大输入源。目前伊朗也着手研发核武器、弹道导弹和巡航导弹，伊朗军队的导弹目前大多是沿袭自中华人民共和国、俄罗斯联邦與朝鲜民主主义人民共和国的技术。

## 各军种介绍

### 陆军
伊朗陆军目前现役军人数目为25万人，预备役人数目为35万人。

### 海军
伊朗海军目前拥有兵员约2万人，其中包括约2000人的海军航空兵和海军陆战队。

### 空军
伊朗空军现役兵力为3万人，编有9个攻击战斗机中队、7个战斗机中队、1个侦察机中队、1个加油/运输机中队、5个运输机中队和12个地空导弹中队，共装备有作战飞机400多架，侦察机8架。

### 防空军
伊朗防空军约有1.8万人。

## 装备列表
- 坦克
  - M48A5主战坦克（估计168輛）
  - M60A3主战坦克（估计950輛）
  - T-62主战坦克
  - T-72主战坦克
  - 59式主战坦克
  - 69式主战坦克
  - “佐勒菲卡尔”主战坦克（已知至少有100輛）
  - “酋长”主战坦克
- 装甲车
  - M113A1/A2装甲运兵车（估计200輛）
  - FV101“蝎子”装甲侦察车
  - BMP-1步兵战车
  - BMP-2步兵战车
  - BTR-50装甲运兵车
  - BTR-60PB装甲运兵车
- 火砲
  - 2S1自行火炮
  - BMT-2自行火炮
  - M-1978自行火炮（英语：Koksan (artillery)）
  - 雷霆-1自行火炮（英语：Raad-1）
- 导弹
  - 法塔赫-110短程弹道导弹（射程300公里）
  - 流星-1短程弹道导弹（射程350公里）
  - 流星-2短程弹道导弹（射程750公里）
  - 流星-3中程弹道导弹（射程1300公里）
  - 流星-4中程弹道导弹（射程2200公里）
  - 阿术拉节中程弹道导弹（射程2000公里至2500公里）
  - Sajjil中程弹道导弹导弹（射程2000公里至2500公里）
  - 黎明-3中程弹道导弹（射程2000公里）
  - Ghadr-110中程弹道导弹（射程2500公里至3000公里）
  - MIM-23地对空导弹
  - S-75地对空导弹（北约代号：SA-2）
  - 2K12地对空导弹（北约代号：SA-6）
  - S-300导弹（北约代号：SA-10）（已在2024年伊朗—以色列衝突中被毀[6]）
- 战斗机/攻击机
  - 閃電80戰鬥機（已知5架）
  - F-14A战斗机（36架）
  - 米格-29B/UB战斗机（40架）
  - F-5A/B/E/F战斗机（102架）
  - F-4D/E战斗机（72架
  - 苏-24MK攻击机（36架）
  - FT-7战斗机（即中华人民共和国的歼-7战斗机，48架）
  - FT-6战斗机（即苏联的米格-19战斗机，15架）
  - 幻影F1EQ/BQ战斗机（12架）
- 運輸機/支援機 
  - C-130E/H运输机（24架）
  - P-3F海上巡逻机（6架）
  - 伊尔-76MD运输机（6架）
  - 伊尔-76AEW运输机（2架）
- 直升機
  - CH-47C直升机（45架）
  - 仿造版AH-1J武装直升机
  - UH-1直升机